# Свобода и солидарност
Вижте пояснителната страница за други значения на Солидарност.
Вижте пояснителната страница за други значения на Свобода.
„Свобода и солидарност“ (на словашки: Sloboda a Solidarita) е дясноцентристка либерална политическа партия в Словакия.
Създадена е през 2009 година от икономиста Рихард Сулик.
През 2010 – 2012 година е в управляващата коалиция, след което преминава в опозиция. На изборите през 2016 година заема 2-ро място с 12 % от гласовете и 21 от 150 места в парламента.